# Ric Roman Waugh
Pour les articles homonymes, voir Waugh.
Ric Roman Waugh, né le 20 février 1968, est un réalisateur et scénariste, occasionnellement producteur et ancien cascadeur américain.

## Biographie
Ric Roman Waugh nait à Los Angeles en 1968. Il est le fils de Fred Waugh (en), cascadeur qui incarnait notamment Spider-Man dans la série télévisée The Amazing Spider-Man des années 1970. Son frère Scott est également réalisateur et ancien cascadeur.
Il débute comme cascadeur sur le film Marathon Killer de Robert L. Rosen sorti en 1984. Il officiera sur de nombreux films, principalement des films d'action (L'Arme fatale 2, Tango et Cash, Total Recall, Last Action Hero, 60 secondes chrono, ...), jusqu'au début des années 2000. Entre-temps, il débute comme réalisateur avec le vidéofilm Exit avec Shannon Whirry, sorti en 1996. Il est cependant crédité au générique sous le nom d'Alan Smithee, un pseudonyme utilisé par les réalisateurs reniant leur œuvre.
Il dirige ensuite Matthew Modine, James Caan et Joey Lauren Adams dans L'ultime cascade (2001), dont il est également scénariste. Il attendra ensuite 7 ans avant de réaliser un nouveau long métrage, le film carcéral Félon, avec notamment Stephen Dorff et Val Kilmer.
En 2012, il doit mettre en scène Deepwater. Il quitte finalement le projet et réalise le film d'action Infiltré, sorti en 2013, avec Dwayne Johnson dans le rôle principal. Il s'essaie après cela au thriller avec L'Exécuteur (2017), avec notamment Nikolaj Coster-Waldau, Omari Hardwick, Jon Bernthal et Jeffrey Donovan. Il dirige ensuite Gerard Butler dans La Chute du Président (2019), troisième volet de la saga mettant en scène le personnage de Mike Banning. Il retrouve ensuite l'acteur dans le film catastrophe Greenland (2020).

### Vie privée
Il est marié à Tanya Ballinger depuis septembre 2005. Ils ont deux enfants.

## Filmographie
Sauf indication contraire, les informations mentionnées dans cette section peuvent être confirmées par la base de données cinématographiques IMDb,  présente dans la section « Liens externes ».

### Réalisateur
- 1996 : Exit (vidéo) (crédité sous le pseudonyme d'Alan Smithee)
- 2001 : L'ultime cascade (In the Shadows)
- 2008 : Félon (Felon)
- 2013 : Infiltré (Snitch)
- 2015 : That Which I Love Destroys Me (documentaire)
- 2017 : L'Exécuteur (Shot Caller) (également producteur)
- 2019 : La Chute du Président (Angel Has Fallen)
- 2020 : Greenland
- 2021 : National Champions (également producteur)
- 2023 : Kandahar
- 2025 : Greenland: Migration (également producteur)

### Scénariste
- 2001 : L'ultime cascade (In the Shadows) de lui-même
- 2004 : Shadow Ops: Red Mercury (jeu vidéo)
- 2008 : Félon (Felon) de lui-même
- 2013 : Infiltré (Snitch) de lui-même
- 2017 : L'Exécuteur (Shot Caller) de lui-même
- 2019 : La Chute du Président (Angel Has Fallen) de lui-même

### Cascades (liste non exhaustive)
- 1984 : Marathon Killer de Robert L. Rosen
- 1987 : Teen Wolf 2 (Teen Wolf Too) de Christopher Leitch
- 1987 : Flowers in the Attic de Jeffrey Bloom
- 1988 : Le Blob (The Blob) de Chuck Russell
- 1988 : Invasion Los Angeles (They Live) de John Carpenter
- 1989 : L'Arme fatale 2 (Lethal Weapon) de Richard Donner
- 1989 : Tango et Cash (Tango & Cash) d'Andreï Kontchalovski et Albert Magnoli
- 1990 : Total Recall de Paul Verhoeven
- 1991 : Hook ou la Revanche du capitaine Crochet (Hook) de Steven Spielberg
- 1992 : Kuffs de Bruce A. Evans : Hood
- 1993 : Last Action Hero de John McTiernan
- 1993 : True Romance de Tony Scott
- 2000 : 60 secondes chrono (Gone in 60 Seconds) de Dominic Sena
- 2000 : Daybreak, le métro de la mort (Daybreak) de Jean Pellerin
- 2001 : The One de James Wong

### Acteur
- 1987 : Le serment du sang (Blood Vows: The Story of a Mafia Wife) (TV) de Paul Wendkos
- 1990 : The New Adam-12 (série TV) - 1 épisode : Mugger
- 1990 : Mariés, deux enfants (Married… with Children) (série TV) - 1 épisode : Jake
- 1992 : Kuffs de Bruce A. Evans : Hood
- 1992 : Blink of an Eye de Bob Misiorowski : l'agent Bryant
- 1994 : Viper (série TV) - 1 épisode : un voleur de voiture

### Réalisateur deseconde équipe
- 1996 : Détournement du bus CX-17 (Sudden Terror: The Hijacking of School Bus 17) (TV) de Paul Schneider
- 2003 : Biker Boyz de Reggie Rock Bythewood